# The Bell
The Bell (с англ. — «Колокол») — интернет-издание и информационный бюллетень. Основано в 2017 году в России журналисткой Елизаветой Осетинской. Издание специализируется на бизнес-новостях. Главный редактор — Ирина Малкова.

## История
The Bell был создано 6 июня 2017 года Елизаветой Осетинской, бывшим шеф-редактором РБК и бывшим главным редактором «Ведомостей» и российской версии Forbes. В это время она проходила стажировку в Стэнфордском университете (США) по программе Knight Journalism Fellowship.
The Bell был создан как стартап с рассылкой новостей по электронной почте и интернет-издание. Проект был запущен на деньги знакомых Осетинской.
В октябре 2020 года Анфиса Воронина, с 2014 по 2016 год бывшая заместителем главного редактора РБК, а с 2016 до 2020 год руководившая проектом «Ведомости», сменила Александра Амзина в должности издателя The Bell.
29-30 августа 2021 года сайт издания взломали, а 2 сентября с него осуществили почтовую рассылку с предложением бойкота выборов в Государственную думу и призывом выйти в день голосования на пикеты.
После начала вторжения России на Украину доходы от рекламы в издании упали на 80-90 %.
4 марта 2022 года в связи с принятием «закона о военной цензуре» The Bell решило полностью прекратить освещать вторжение во избежание блокировки сайта издания, сосредоточившись на освещении его последствий.
1 апреля 2022 года Минюст России внёс издателя The Bell Елизавету Осетинскую и главного редактора издания Ирину Малкову в реестр СМИ — «иностранных агентов».
По данным издания «Проект», сотрудники The Bell уехали в Тбилиси, Грузия.
9 декабря 2022 года Минюст внес The Bell в единый реестр иностранных агентов.
19 февраля 2023 был ограничен доступ к новостному сайту.

## Описание
Проект построен по типу Axios, The Information, Finimize и The Skimm.
В штате издания работают 7 сотрудников, которые ранее работали в РБК, Republic, Reuters. The Bell сотрудничает с компанией Setka по техническим вопросам.
В рамках издания существует авторский проект Елизаветы Осетинской «Русские норм!» с серией интервью с предпринимателями российского происхождения, которые добились успехов за рубежом.
По состоянию на декабрь 2017 года аудитория The Bell в почтовой рассылке составляет 15 000 человек в день. По состоянию на середину января 2021 года на официальном канале в Telegram — более 86 тысяч подписчиков.

## Награды
По состоянию на август 2022 года журналисты издания пять раз становились лауреатом премии «Редколлегия»:
- В декабре 2017 года Светлана Рейтер за статью «„Я был завербован“: хакер из Екатеринбурга взял на себя ответственность за взломы в США»;
- В июле 2019 года Анастасия Стогней, Роман Баданин и Ирина Малкова за статью «„Коммерческие ребята“: как ФСБ крышует российские банки»;
- В ноябре 2019 года Ирина Панкратова за статью «Кибермонархия Константина Малофеева: как устроен бизнес православного миллиардера»;
- В январе 2020 года Катя Аренина за статью «Страна наличных: как власти 10 лет боролись с обналом и кто победил»;
- В июле 2022 года Ирина Панкратова за статью «Война и мир в TikTok. Как российские „тикток-хаусы“ превратились в офисы военной пропаганды».